# Interlands Turks voetbalelftal 2010-2019
Deze pagina toont een chronologisch en gedetailleerd overzicht van de interlands die het Turks voetbalelftal speelde in de periode 2010 – 2019.

## Interlands

### 2010
|                                                              |                                    |       |          |                                                                                     |
| 3 maart Vriendschappelijk № 469 «onderlinge duels» 18:00 uur | Turkije                            | 2 – 0 | Honduras | BJK Inönüstadion, Istanboel Toeschouwers: 17.000 Scheidsrechter: Pavel Olšiak (SVK) |
| 3 maart Vriendschappelijk № 469 «onderlinge duels» 18:00 uur | Emre Güngör 41' Hamit Altıntop 55' |       |          | BJK Inönüstadion, Istanboel Toeschouwers: 17.000 Scheidsrechter: Pavel Olšiak (SVK) |

|                                                             |                 |       |                                  |                                                                                 |
| 22 mei Vriendschappelijk № 470 «onderlinge duels» 17:30 uur | Tsjechië        | 1 – 2 | Turkije                          | Red Bull Arena, Harrison Toeschouwers: 16.371 Scheidsrechter: Mark Geiger (USA) |
| 22 mei Vriendschappelijk № 470 «onderlinge duels» 17:30 uur | Milan Černý 81' |       | 31' Arda Turan 48' Nihat Kahveci | Red Bull Arena, Harrison Toeschouwers: 16.371 Scheidsrechter: Mark Geiger (USA) |

|                                                             |                 |       |                                       |                                                                                      |
| 26 mei Vriendschappelijk № 471 «onderlinge duels» 18:30 uur | Noord-Ierland   | 0 – 2 | Turkije                               | Veterans Stadium, New Britain Toeschouwers: 4.000 Scheidsrechter: Terry Vaughn (USA) |
| 26 mei Vriendschappelijk № 471 «onderlinge duels» 18:30 uur | Milan Černý 81' |       | 48' Sercan Yıldırım 72' Semih Şentürk | Veterans Stadium, New Britain Toeschouwers: 4.000 Scheidsrechter: Terry Vaughn (USA) |

|                                                             |                                     |       |                |                                                                                                  |
| 29 mei Vriendschappelijk № 472 «onderlinge duels» 19:00 uur | Verenigde Staten                    | 2 – 1 | Turkije        | Lincoln Financial Field, Philadelphia Toeschouwers: 55.407 Scheidsrechter: Silviu Petrescu (CAN) |
| 29 mei Vriendschappelijk № 472 «onderlinge duels» 19:00 uur | Jozy Altidore 58' Clint Dempsey 75' |       | 27' Arda Turan | Lincoln Financial Field, Philadelphia Toeschouwers: 55.407 Scheidsrechter: Silviu Petrescu (CAN) |

|                                                                  |                                          |       |          |                                                                                            |
| 11 augustus Vriendschappelijk № 473 «onderlinge duels» 19:15 uur | Turkije                                  | 2 – 0 | Roemenië | Şükrü Saracoğlustadion, Istanboel Toeschouwers: 15.000 Scheidsrechter: Milorad Mažić (SRB) |
| 11 augustus Vriendschappelijk № 473 «onderlinge duels» 19:15 uur | Emre Belözoğlu 82' (pen.) Arda Turan 86' |       |          | Şükrü Saracoğlustadion, Istanboel Toeschouwers: 15.000 Scheidsrechter: Milorad Mažić (SRB) |

|                                                                             |            |                                                     |         |                                                                            |
| 3 september Kwalificatie EK 2012 Groep A № 474 «onderlinge duels» 18:00 uur | Kazachstan | 0 – 3                                               | Turkije | Astana Arena, Astana Toeschouwers: 15.800 Scheidsrechter: István Vad (HUN) |
| 3 september Kwalificatie EK 2012 Groep A № 474 «onderlinge duels» 18:00 uur |            | 24' Arda Turan 26' Hamit Altıntop 75' Nihat Kahveci |         | Astana Arena, Astana Toeschouwers: 15.800 Scheidsrechter: István Vad (HUN) |

|                                                                             |                                                     |       |                                             |                                                                                            |
| 7 september Kwalificatie EK 2012 Groep A № 475 «onderlinge duels» 20:00 uur | Turkije                                             | 3 – 2 | België                                      | Şükrü Saracoğlustadion, Istanboel Toeschouwers: 43.538 Scheidsrechter: Damir Skomina (SLO) |
| 7 september Kwalificatie EK 2012 Groep A № 475 «onderlinge duels» 20:00 uur | Hamit Altıntop 48' Semih Şentürk 66' Arda Turan 78' |       | 28' Daniel Van Buyten 69' Daniel Van Buyten | Şükrü Saracoğlustadion, Istanboel Toeschouwers: 43.538 Scheidsrechter: Damir Skomina (SLO) |

|                                                                           |                                                      |       |         |                                                                                |
| 8 oktober Kwalificatie EK 2012 Groep A № 476 «onderlinge duels» 20:45 uur | Duitsland                                            | 3 – 0 | Turkije | Olympiastadion, Berlijn Toeschouwers: 74.244 Scheidsrechter: Howard Webb (ENG) |
| 8 oktober Kwalificatie EK 2012 Groep A № 476 «onderlinge duels» 20:45 uur | Miroslav Klose 42' Mesut Özil 79' Miroslav Klose 87' |       |         | Olympiastadion, Berlijn Toeschouwers: 74.244 Scheidsrechter: Howard Webb (ENG) |

|                                                                            |                   |       |         |                                                                                             |
| 12 oktober Kwalificatie EK 2012 Groep A № 477 «onderlinge duels» 17:00 uur | Azerbeidzjan      | 1 – 0 | Turkije | Tofikh Bakhramovstadion, Bakoe Toeschouwers: 29.500 Scheidsrechter: Alexandru Deaconu (ROM) |
| 12 oktober Kwalificatie EK 2012 Groep A № 477 «onderlinge duels» 17:00 uur | Rəşad Sadıqov 38' |       |         | Tofikh Bakhramovstadion, Bakoe Toeschouwers: 29.500 Scheidsrechter: Alexandru Deaconu (ROM) |

|                                                                  |                         |       |         |                                                                                     |
| 17 november Vriendschappelijk № 478 «onderlinge duels» 20:30 uur | Nederland               | 1 – 0 | Turkije | Amsterdam ArenA, Amsterdam Toeschouwers: 35.500 Scheidsrechter: Viktor Kassai (HUN) |
| 17 november Vriendschappelijk № 478 «onderlinge duels» 20:30 uur | Klaas-Jan Huntelaar 52' |       |         | Amsterdam ArenA, Amsterdam Toeschouwers: 35.500 Scheidsrechter: Viktor Kassai (HUN) |

### 2011
|                                                                 |         |       |            |                                                                                            |
| 9 februari Vriendschappelijk № 479 «onderlinge duels» 18:00 uur | Turkije | 0 – 0 | Zuid-Korea | Hüseyin Avni Akerstadion, Trabzon Toeschouwers: 12.000 Scheidsrechter: Sergiej Bojko (UKR) |
| 9 februari Vriendschappelijk № 479 «onderlinge duels» 18:00 uur |         |       |            | Hüseyin Avni Akerstadion, Trabzon Toeschouwers: 12.000 Scheidsrechter: Sergiej Bojko (UKR) |

|                                                                          |                                 |       |            |                                                                                             |
| 29 maart Kwalificatie EK 2012 Groep A № 480 «onderlinge duels» 19:30 uur | Turkije                         | 2 – 0 | Oostenrijk | Şükrü Saracoğlustadion, Istanboel Toeschouwers: 40.420 Scheidsrechter: Pavel Královec (CZE) |
| 29 maart Kwalificatie EK 2012 Groep A № 480 «onderlinge duels» 19:30 uur | Arda Turan 28' Gökhan Gönül 78' |       |            | Şükrü Saracoğlustadion, Istanboel Toeschouwers: 40.420 Scheidsrechter: Pavel Královec (CZE) |

|                                                                        |                    |       |                  |                                                                                            |
| 3 juni Kwalificatie EK 2012 Groep A № 481 «onderlinge duels» 20:45 uur | België             | 1 – 1 | Turkije          | Koning Boudewijnstadion, Brussel Toeschouwers: 44.185 Scheidsrechter: Nicola Rizzoli (ITA) |
| 3 juni Kwalificatie EK 2012 Groep A № 481 «onderlinge duels» 20:45 uur | Marvin Ogunjimi 4' |       | 22' Burak Yılmaz | Koning Boudewijnstadion, Brussel Toeschouwers: 44.185 Scheidsrechter: Nicola Rizzoli (ITA) |

|                                                                  |                                                                            |       |         |                                                                                      |
| 10 augustus Vriendschappelijk № 482 «onderlinge duels» 19:30 uur | Turkije                                                                    | 3 – 0 | Estland | Türk Telekom Arena, Istanboel Toeschouwers: 20.000 Scheidsrechter: Lee Probert (ENG) |
| 10 augustus Vriendschappelijk № 482 «onderlinge duels» 19:30 uur | Emre Belözoğlu 8' (pen.) Colin Kâzım Richards 28' Colin Kâzım Richards 35' |       |         | Türk Telekom Arena, Istanboel Toeschouwers: 20.000 Scheidsrechter: Lee Probert (ENG) |

|                                                                             |                                   |       |                     |                                                                                         |
| 2 september Kwalificatie EK 2012 Groep A № 483 «onderlinge duels» 19:00 uur | Turkije                           | 2 – 1 | Kazachstan          | Türk Telekom Arena, Istanboel Toeschouwers: 47.756 Scheidsrechter: Clément Turpin (FRA) |
| 2 september Kwalificatie EK 2012 Groep A № 483 «onderlinge duels» 19:00 uur | Burak Yılmaz 31' Arda Turan 90+6' |       | 55' Ulan Konysbayev | Türk Telekom Arena, Istanboel Toeschouwers: 47.756 Scheidsrechter: Clément Turpin (FRA) |

|                                                                             |            |       |         |                                                                                                |
| 6 september Kwalificatie EK 2012 Groep A № 484 «onderlinge duels» 20:30 uur | Oostenrijk | 0 – 0 | Turkije | Ernst Happelstadion, Wenen Toeschouwers: 47.500 Scheidsrechter: Alberto Undiano Mallenco (ESP) |
| 6 september Kwalificatie EK 2012 Groep A № 484 «onderlinge duels» 20:30 uur |            |       |         | Ernst Happelstadion, Wenen Toeschouwers: 47.500 Scheidsrechter: Alberto Undiano Mallenco (ESP) |

|                                                                           |                 |       |                                                                     |                                                                                          |
| 7 oktober Kwalificatie EK 2012 Groep A № 485 «onderlinge duels» 20:30 uur | Turkije         | 1 – 3 | Duitsland                                                           | Türk Telekom Arena, Istanboel Toeschouwers: 49.532 Scheidsrechter: Martin Atkinson (ENG) |
| 7 oktober Kwalificatie EK 2012 Groep A № 485 «onderlinge duels» 20:30 uur | Hakan Balta 79' |       | 35' Mario Gómez 66' Thomas Müller 86' (pen.) Bastian Schweinsteiger | Türk Telekom Arena, Istanboel Toeschouwers: 49.532 Scheidsrechter: Martin Atkinson (ENG) |

|                                                                           |                  |       |              |                                                                                          |
| 7 oktober Kwalificatie EK 2012 Groep A № 486 «onderlinge duels» 19:00 uur | Turkije          | 1 – 0 | Azerbeidzjan | Türk Telekom Arena, Istanboel Toeschouwers: 32.174 Scheidsrechter: Peter Rasmussen (DEN) |
| 7 oktober Kwalificatie EK 2012 Groep A № 486 «onderlinge duels» 19:00 uur | Burak Yılmaz 60' |       |              | Türk Telekom Arena, Istanboel Toeschouwers: 32.174 Scheidsrechter: Peter Rasmussen (DEN) |

|                                                                               |         |                                                      |         |                                                                                      |
| 11 november Kwalificatie EK 2012 Play-offs № 487 «onderlinge duels» 20:05 uur | Turkije | 0 – 3                                                | Kroatië | Türk Telekom Arena, Istanboel Toeschouwers: 47.000 Scheidsrechter: Felix Brych (GER) |
| 11 november Kwalificatie EK 2012 Play-offs № 487 «onderlinge duels» 20:05 uur |         | 2' Ivica Olić 32' Mario Mandžukić 51' Vedran Ćorluka |         | Türk Telekom Arena, Istanboel Toeschouwers: 47.000 Scheidsrechter: Felix Brych (GER) |

|                                                                               |         |       |         |                                                                                  |
| 15 november Kwalificatie EK 2012 Play-offs № 488 «onderlinge duels» 20:05 uur | Kroatië | 0 – 0 | Turkije | Maksimirstadion, Zagreb Toeschouwers: 26.371 Scheidsrechter: Pedro Proença (POR) |
| 15 november Kwalificatie EK 2012 Play-offs № 488 «onderlinge duels» 20:05 uur |         |       |         | Maksimirstadion, Zagreb Toeschouwers: 26.371 Scheidsrechter: Pedro Proença (POR) |

### 2012
|                                                                  |                 |       |                                       |                                                                                          |
| 29 februari Vriendschappelijk № 489 «onderlinge duels» 18:30 uur | Turkije         | 1 – 2 | Slowakije                             | Bursa Atatürkstadion, Bursa Toeschouwers: 13.000 Scheidsrechter: Thorsten Kinhöfer (GER) |
| 29 februari Vriendschappelijk № 489 «onderlinge duels» 18:30 uur | Ömer Toprak 85' |       | 24' Vladimír Weiss 39' Miroslav Stoch | Bursa Atatürkstadion, Bursa Toeschouwers: 13.000 Scheidsrechter: Thorsten Kinhöfer (GER) |

|                                                             |                      |       |                                                          |                                                                                 |
| 24 mei Vriendschappelijk № 490 «onderlinge duels» 20:00 uur | Georgië              | 1 – 3 | Turkije                                                  | Red Bull Arena, Salzburg Toeschouwers: 700 Scheidsrechter: Markus Hameter (AUT) |
| 24 mei Vriendschappelijk № 490 «onderlinge duels» 20:00 uur | Davit Targamadze 52' |       | 12' Hamit Altıntop 40' Nuri Şahin 82' (pen.) Selçuk İnan | Red Bull Arena, Salzburg Toeschouwers: 700 Scheidsrechter: Markus Hameter (AUT) |

|                                                             |                                                             |       |                                   |                                                                                          |
| 26 mei Vriendschappelijk № 491 «onderlinge duels» 20:00 uur | Finland                                                     | 3 – 2 | Turkije                           | Red Bull Arena, Salzburg Toeschouwers: 1.000 Scheidsrechter: Manuel Schüttengruber (AUT) |
| 26 mei Vriendschappelijk № 491 «onderlinge duels» 20:00 uur | Roman Jerjomenko 19' Teemu Pukki 73' Përparim Hetemaj 90+1' |       | 21' Burak Yılmaz 55' Burak Yılmaz | Red Bull Arena, Salzburg Toeschouwers: 1.000 Scheidsrechter: Manuel Schüttengruber (AUT) |

|                                                             |           |                                    |         |                                                                                      |
| 29 mei Vriendschappelijk № 492 «onderlinge duels» 20:00 uur | Bulgarije | 0 – 2                              | Turkije | Red Bull Arena, Salzburg Toeschouwers: 2.000 Scheidsrechter: Gerhard Grobelnik (AUT) |
| 29 mei Vriendschappelijk № 492 «onderlinge duels» 20:00 uur |           | 22' Ömer Toprak 90+1' Burak Yılmaz |         | Red Bull Arena, Salzburg Toeschouwers: 2.000 Scheidsrechter: Gerhard Grobelnik (AUT) |

|                                                             |          |       |                                               |                                                                                    |
| 2 juni Vriendschappelijk № 493 «onderlinge duels» 20:45 uur | Portugal | 1 – 3 | Turkije                                       | Estádio da Luz, Lissabon Toeschouwers: 62.000 Scheidsrechter: Stéphan Studer (SUI) |
| 2 juni Vriendschappelijk № 493 «onderlinge duels» 20:45 uur | Nani 57' |       | 35' Umut Bulut 52' Umut Bulut 88' (e.d.) Pepe | Estádio da Luz, Lissabon Toeschouwers: 62.000 Scheidsrechter: Stéphan Studer (SUI) |

|                                                             |                                      |       |          |                                                                                      |
| 5 juni Vriendschappelijk № 494 «onderlinge duels» 20:00 uur | Turkije                              | 2 – 0 | Oekraïne | Audi-Sportpark, Ingolstadt Toeschouwers: 14.000 Scheidsrechter: Michael Weiner (GER) |
| 5 juni Vriendschappelijk № 494 «onderlinge duels» 20:00 uur | Caner Erkin 30' Mustafa Pektemek 70' |       |          | Audi-Sportpark, Ingolstadt Toeschouwers: 14.000 Scheidsrechter: Michael Weiner (GER) |

|                                                                  |                                             |       |         |                                                                                   |
| 15 augustus Vriendschappelijk № 495 «onderlinge duels» 20:30 uur | Oostenrijk                                  | 2 – 0 | Turkije | Ernst Happelstadion, Wenen Toeschouwers: 23.500 Scheidsrechter: Ján Valášek (SVK) |
| 15 augustus Vriendschappelijk № 495 «onderlinge duels» 20:30 uur | Veli Kavlak 2' Andreas Ivanschitz 6' (pen.) |       |         | Ernst Happelstadion, Wenen Toeschouwers: 23.500 Scheidsrechter: Ján Valášek (SVK) |

|                                                                             |                                             |       |         |                                                                                               |
| 7 september Kwalificatie WK 2014 Groep D № 496 «onderlinge duels» 20:30 uur | Nederland                                   | 2 – 0 | Turkije | Amsterdam ArenA, Amsterdam Toeschouwers: 49.500 Scheidsrechter: Carlos Velasco Carballo (ESP) |
| 7 september Kwalificatie WK 2014 Groep D № 496 «onderlinge duels» 20:30 uur | Robin van Persie 17' Luciano Narsingh 90+3' |       |         | Amsterdam ArenA, Amsterdam Toeschouwers: 49.500 Scheidsrechter: Carlos Velasco Carballo (ESP) |

|                                                                              |                                                   |       |         |                                                                                            |
| 11 september Kwalificatie WK 2014 Groep D № 497 «onderlinge duels» 20:00 uur | Turkije                                           | 3 – 0 | Estland | Şükrü Saracoğlustadion, Istanboel Toeschouwers: 44.168 Scheidsrechter: Marcin Borski (POL) |
| 11 september Kwalificatie WK 2014 Groep D № 497 «onderlinge duels» 20:00 uur | Emre Belözoğlu 44' Umut Bulut 60' Selçuk İnan 75' |       |         | Şükrü Saracoğlustadion, Istanboel Toeschouwers: 44.168 Scheidsrechter: Marcin Borski (POL) |

|                                                                            |         |                       |          |                                                                                          |
| 12 oktober Kwalificatie WK 2014 Groep D № 498 «onderlinge duels» 19:30 uur | Turkije | 0 – 1                 | Roemenië | Şükrü Saracoğlustadion, Istanboel Toeschouwers: 46.203 Scheidsrechter: Howard Webb (ENG) |
| 12 oktober Kwalificatie WK 2014 Groep D № 498 «onderlinge duels» 19:30 uur |         | 45+1' Gheorghe Grozav |          | Şükrü Saracoğlustadion, Istanboel Toeschouwers: 46.203 Scheidsrechter: Howard Webb (ENG) |

|                                                                            |                                                           |       |                   |                                                                                           |
| 16 oktober Kwalificatie WK 2014 Groep D № 499 «onderlinge duels» 20:30 uur | Hongarije                                                 | 3 – 1 | Turkije           | Ferenc Puskásstadion, Boedapest Toeschouwers: 21.563 Scheidsrechter: Daniele Orsato (ITA) |
| 16 oktober Kwalificatie WK 2014 Groep D № 499 «onderlinge duels» 20:30 uur | Vladimir Koman 31' Ádám Szalai 50' Zóltan Gera 58' (pen.) |       | 22' Mevlüt Erdinç | Ferenc Puskásstadion, Boedapest Toeschouwers: 21.563 Scheidsrechter: Daniele Orsato (ITA) |

|                                                                  |                   |       |                             |                                                                                      |
| 14 november Vriendschappelijk № 500 «onderlinge duels» 20:00 uur | Turkije           | 1 – 1 | Denemarken                  | Türk Telekom Arena, Istanboel Toeschouwers: 30.000 Scheidsrechter: Felix Brych (GER) |
| 14 november Vriendschappelijk № 500 «onderlinge duels» 20:00 uur | Mevlüt Erdinç 69' |       | 65' (pen.) Nicklas Bendtner | Türk Telekom Arena, Istanboel Toeschouwers: 30.000 Scheidsrechter: Felix Brych (GER) |

### 2013
|                                                               |         |                                     |          |                                                                                         |
| 22 maart Vriendschappelijk № 501 «onderlinge duels» 18:15 uur | Turkije | 0 – 2                               | Tsjechië | Manisa 19 Mayısstadion, Manisa Toeschouwers: 13.000 Scheidsrechter: Björn Kuipers (UKR) |
| 22 maart Vriendschappelijk № 501 «onderlinge duels» 18:15 uur |         | 4' Ladislav Krejčí 28' David Lafata |          | Manisa 19 Mayısstadion, Manisa Toeschouwers: 13.000 Scheidsrechter: Björn Kuipers (UKR) |

|                                                                          |         |                                    |         | |
| 22 maart Kwalificatie WK 2014 Groep D № 502 «onderlinge duels» 19:15 uur | Andorra | 0 – 2                              | Turkije | Estadi Comunal d'Andorra la Vella, Andorra la Vella Toeschouwers: 910 Scheidsrechter: Nerijus Dunauskas (LTU) |
| 22 maart Kwalificatie WK 2014 Groep D № 502 «onderlinge duels» 19:15 uur |         | 30' Selçuk İnan 45+2' Burak Yılmaz |         | Estadi Comunal d'Andorra la Vella, Andorra la Vella Toeschouwers: 910 Scheidsrechter: Nerijus Dunauskas (LTU) |

|                                                                          |                  |       |                 |                                                                                            |
| 26 maart Kwalificatie WK 2014 Groep D № 503 «onderlinge duels» 20:30 uur | Turkije          | 1 – 1 | Hongarije       | Şükrü Saracoğlustadion, Istanboel Toeschouwers: 37.904 Scheidsrechter: Milorad Mažić (SRB) |
| 26 maart Kwalificatie WK 2014 Groep D № 503 «onderlinge duels» 20:30 uur | Burak Yılmaz 63' |       | 71' Dániel Böde | Şükrü Saracoğlustadion, Istanboel Toeschouwers: 37.904 Scheidsrechter: Milorad Mažić (SRB) |

|                                                             |                                                            |       |                                                       |                                                                                                 |
| 28 mei Vriendschappelijk № 504 «onderlinge duels» 20:45 uur | Letland                                                    | 3 – 3 | Turkije                                               | Schauinsland-Reisen-Arena, Duisburg Toeschouwers: 7.245 Scheidsrechter: Thorsten Kinhöfer (GER) |
| 28 mei Vriendschappelijk № 504 «onderlinge duels» 20:45 uur | Edgars Gauračs 53' Valērijs Šabala 68' Valērijs Šabala 84' |       | 8' Olcay Şahan 23' (pen.) Selçuk İnan 59' Veysel Sarı | Schauinsland-Reisen-Arena, Duisburg Toeschouwers: 7.245 Scheidsrechter: Thorsten Kinhöfer (GER) |

|                                                             |                                       |       |         |                                                                              |
| 31 mei Vriendschappelijk № 505 «onderlinge duels» 18:00 uur | Slovenië                              | 2 – 0 | Turkije | SchücoArena, Bielefeld Toeschouwers: 7.000 Scheidsrechter: Marco Fritz (GER) |
| 31 mei Vriendschappelijk № 505 «onderlinge duels» 18:00 uur | Milivoje Novakovič 11' Tim Matavž 65' |       |         | SchücoArena, Bielefeld Toeschouwers: 7.000 Scheidsrechter: Marco Fritz (GER) |

|                                                                  |                                |       |                                   |                                                                                          |
| 14 augustus Vriendschappelijk № 506 «onderlinge duels» 19:00 uur | Turkije                        | 2 – 2 | Ghana                             | Atatürk Olympisch Stadion, Istanboel Toeschouwers: 5.106 Scheidsrechter: Matej Jug (SLO) |
| 14 augustus Vriendschappelijk № 506 «onderlinge duels» 19:00 uur | Burak Yılmaz 7' Umut Bulut 28' |       | 61' Asamoah Gyan 75' Asamoah Gyan | Atatürk Olympisch Stadion, Istanboel Toeschouwers: 5.106 Scheidsrechter: Matej Jug (SLO) |

|                                                                             |                                                                                |       |         |                                                                                           |
| 6 september Kwalificatie WK 2014 Groep D № 507 «onderlinge duels» 21:00 uur | Turkije                                                                        | 5 – 0 | Andorra | Kayseri Kadir Hasstadion, Kayseri Toeschouwers: 21.923 Scheidsrechter: Sven Bindels (LUX) |
| 6 september Kwalificatie WK 2014 Groep D № 507 «onderlinge duels» 21:00 uur | Umut Bulut 35' Umut Bulut 39' Burak Yılmaz 63' Umut Bulut 69' Arda Turan 90+3' |       |         | Kayseri Kadir Hasstadion, Kayseri Toeschouwers: 21.923 Scheidsrechter: Sven Bindels (LUX) |

|                                                                              |          |                                      |         |                                                                                         |
| 10 september Kwalificatie WK 2014 Groep D № 508 «onderlinge duels» 21:00 uur | Roemenië | 0 – 2                                | Turkije | Arena Națională, Boekarest Toeschouwers: 44.537 Scheidsrechter: Svein Oddvar Moen (NOR) |
| 10 september Kwalificatie WK 2014 Groep D № 508 «onderlinge duels» 21:00 uur |          | 22' Burak Yılmaz 90+5' Mevlüt Erdinç |         | Arena Națională, Boekarest Toeschouwers: 44.537 Scheidsrechter: Svein Oddvar Moen (NOR) |

|                                                                            |         |                                 |         |                                                                                   |
| 11 oktober Kwalificatie WK 2014 Groep D № 509 «onderlinge duels» 21:00 uur | Estland | 0 – 2                           | Turkije | A. Le Coq Arena, Tallinn Toeschouwers: 8.572 Scheidsrechter: Nicola Rizzoli (ITA) |
| 11 oktober Kwalificatie WK 2014 Groep D № 509 «onderlinge duels» 21:00 uur |         | 22' Umut Bulut 47' Burak Yılmaz |         | A. Le Coq Arena, Tallinn Toeschouwers: 8.572 Scheidsrechter: Nicola Rizzoli (ITA) |

|                                                                            |         |                                     |           |                                                                                                   |
| 15 oktober Kwalificatie WK 2014 Groep D № 510 «onderlinge duels» 21:00 uur | Turkije | 0 – 2                               | Nederland | Şükrü Saracoğlustadion, Istanboel Toeschouwers: 41.814 Scheidsrechter: Olegário Benquerença (POR) |
| 15 oktober Kwalificatie WK 2014 Groep D № 510 «onderlinge duels» 21:00 uur |         | 8' Arjen Robben 47' Wesley Sneijder |           | Şükrü Saracoğlustadion, Istanboel Toeschouwers: 41.814 Scheidsrechter: Olegário Benquerença (POR) |

|                                                                  |                     |       |               |                                                                             |
| 15 november Vriendschappelijk № 511 «onderlinge duels» 19:00 uur | Turkije             | 1 – 0 | Noord-Ierland | 5 Ocakstadion, Adana Toeschouwers: 14.000 Scheidsrechter: Bas Nijhuis (NED) |
| 15 november Vriendschappelijk № 511 «onderlinge duels» 19:00 uur | Mevlüt Erdinç 45+1' |       |               | 5 Ocakstadion, Adana Toeschouwers: 14.000 Scheidsrechter: Bas Nijhuis (NED) |

|                                                                  |                                |       |                     |                                                                                                |
| 19 november Vriendschappelijk № 512 «onderlinge duels» 18:00 uur | Turkije                        | 2 – 1 | Wit-Rusland         | Tevfik Sırrı Gürstadion, Mersin Toeschouwers: 18.000 Scheidsrechter: Antonio Mateu Lahoz (ESP) |
| 19 november Vriendschappelijk № 512 «onderlinge duels» 18:00 uur | Umut Bulut 4' Burak Yılmaz 89' |       | 10' Vital Radyyonaw | Tevfik Sırrı Gürstadion, Mersin Toeschouwers: 18.000 Scheidsrechter: Antonio Mateu Lahoz (ESP) |

### 2014
|                                                              |                                 |       |                  |                                                                                         |
| 5 maart Vriendschappelijk № 513 «onderlinge duels» 18:30 uur | Turkije                         | 2 – 1 | Zweden           | Ankara 19 Mayısstadion, Ankara Toeschouwers: 19.200 Scheidsrechter: Milorad Mažić (SRB) |
| 5 maart Vriendschappelijk № 513 «onderlinge duels» 18:30 uur | Mevlüt Erdinç 2' Olcan Adın 57' |       | 54' Ola Toivonen | Ankara 19 Mayısstadion, Ankara Toeschouwers: 19.200 Scheidsrechter: Milorad Mažić (SRB) |

|                                                             |                 |       |                                       |                                                                              |
| 25 mei Vriendschappelijk № 514 «onderlinge duels» 20:00 uur | Ierland         | 1 – 2 | Turkije                               | Avivastadion, Dublin Toeschouwers: 25.191 Scheidsrechter: Ruddy Buquet (FRA) |
| 25 mei Vriendschappelijk № 514 «onderlinge duels» 20:00 uur | Jon Walters 78' |       | 17' Ahmet İlhan Özek 75' Tarık Çamdal | Avivastadion, Dublin Toeschouwers: 25.191 Scheidsrechter: Ruddy Buquet (FRA) |

|                                                             |          |                                   |         | |
| 29 mei Vriendschappelijk № 515 «onderlinge duels» 20:00 uur | Honduras | 0 – 2                             | Turkije | Robert F. Kennedy Memorial Stadium, Washington D.C. Toeschouwers: 20.123 Scheidsrechter: Roberto García Orozco (MEX) |
| 29 mei Vriendschappelijk № 515 «onderlinge duels» 20:00 uur |          | 70' Mevlüt Erdinç 82' Caner Erkin |         | Robert F. Kennedy Memorial Stadium, Washington D.C. Toeschouwers: 20.123 Scheidsrechter: Roberto García Orozco (MEX) |

|                                                             |                                      |       |                        |                                                                                 |
| 1 juni Vriendschappelijk № 516 «onderlinge duels» 19:00 uur | Verenigde Staten                     | 2 – 1 | Turkije                | Red Bull Arena, Harrison Toeschouwers: 26.762 Scheidsrechter: Slim Jedidi (TUN) |
| 1 juni Vriendschappelijk № 516 «onderlinge duels» 19:00 uur | Fabian Johnson 26' Clint Dempsey 53' |       | 90' (pen.) Selçuk İnan | Red Bull Arena, Harrison Toeschouwers: 26.762 Scheidsrechter: Slim Jedidi (TUN) |

|                                                                  |                         |       |                                  |                                                                               |
| 3 september Vriendschappelijk № 517 «onderlinge duels» 20:00 uur | Denemarken              | 1 – 2 | Turkije                          | TRE-FOR Park, Odense Toeschouwers: 11.169 Scheidsrechter: Milorad Mažić (SRB) |
| 3 september Vriendschappelijk № 517 «onderlinge duels» 20:00 uur | Daniel Agger 35' (pen.) |       | 54' Olcay Şahan 90+2' Ozan Tufan | TRE-FOR Park, Odense Toeschouwers: 11.169 Scheidsrechter: Milorad Mažić (SRB) |

|                                                                             |                                                                 |       |         |                                                                                  |
| 9 september Kwalificatie EK 2016 Groep A № 518 «onderlinge duels» 20:45 uur | IJsland                                                         | 3 – 0 | Turkije | Laugardalsvöllur, Reykjavík Toeschouwers: 8.811 Scheidsrechter: Ivan Bebek (CRO) |
| 9 september Kwalificatie EK 2016 Groep A № 518 «onderlinge duels» 20:45 uur | Jón Böðvarsson 18' Gylfi Sigurðsson 76' Kolbeinn Sigþórsson 77' |       |         | Laugardalsvöllur, Reykjavík Toeschouwers: 8.811 Scheidsrechter: Ivan Bebek (CRO) |

|                                                                            |               |       |                                  |                                                                                             |
| 10 oktober Kwalificatie EK 2016 Groep A № 519 «onderlinge duels» 20:45 uur | Turkije       | 1 – 2 | Tsjechië                         | Şükrü Saracoğlustadion, Istanboel Toeschouwers: 22.000 Scheidsrechter: Jonas Eriksson (SWE) |
| 10 oktober Kwalificatie EK 2016 Groep A № 519 «onderlinge duels» 20:45 uur | Umut Bulut 8' |       | 16' Tomáš Sivok 58' Bořek Dočkal | Şükrü Saracoğlustadion, Istanboel Toeschouwers: 22.000 Scheidsrechter: Jonas Eriksson (SWE) |

|                                                                            |                            |       |                |                                                                            |
| 13 oktober Kwalificatie EK 2016 Groep A № 520 «onderlinge duels» 20:45 uur | Letland                    | 1 – 1 | Turkije        | Skontostadion, Riga Toeschouwers: 6.432 Scheidsrechter: Bobby Madden (SCO) |
| 13 oktober Kwalificatie EK 2016 Groep A № 520 «onderlinge duels» 20:45 uur | Valērijs Šabala 54' (pen.) |       | 47' Bilal Kısa | Skontostadion, Riga Toeschouwers: 6.432 Scheidsrechter: Bobby Madden (SCO) |

|                                                                  |         |                                                         |          |                                                                                              |
| 12 november Vriendschappelijk № 521 «onderlinge duels» 18:30 uur | Turkije | 0 – 4                                                   | Brazilië | Şükrü Saracoğlustadion, Istanboel Toeschouwers: 49.000 Scheidsrechter: Ravshan Irmatov (UZB) |
| 12 november Vriendschappelijk № 521 «onderlinge duels» 18:30 uur |         | 20' Neymar 24' (e.d.) Semih Kaya 44' Willian 60' Neymar |          | Şükrü Saracoğlustadion, Istanboel Toeschouwers: 49.000 Scheidsrechter: Ravshan Irmatov (UZB) |

|                                                                             |                                                          |       |                         |                                                                                         |
| 16 november Kwalificatie EK 2016 Groep A № 522 «onderlinge duels» 20:45 uur | Turkije                                                  | 3 – 1 | Kazachstan              | Türk Telekom Arena, Istanboel Toeschouwers: 27.547 Scheidsrechter: Aleksej Jeskov (RUS) |
| 16 november Kwalificatie EK 2016 Groep A № 522 «onderlinge duels» 20:45 uur | Burak Yılmaz 26' (pen.) Burak Yılmaz 29' Serdar Aziz 83' |       | 87' (pen.) Samat Smakov | Türk Telekom Arena, Istanboel Toeschouwers: 27.547 Scheidsrechter: Aleksej Jeskov (RUS) |

### 2015
|                                                                          |                           |       |                  |                                                                                   |
| 28 maart Kwalificatie EK 2016 Groep A № 523 «onderlinge duels» 20:45 uur | Nederland                 | 1 – 1 | Turkije          | Amsterdam ArenA, Amsterdam Toeschouwers: 49.500 Scheidsrechter: Felix Brych (GER) |
| 28 maart Kwalificatie EK 2016 Groep A № 523 «onderlinge duels» 20:45 uur | Klaas-Jan Huntelaar 90+2' |       | 37' Burak Yılmaz | Amsterdam ArenA, Amsterdam Toeschouwers: 49.500 Scheidsrechter: Felix Brych (GER) |

|                                                               |                  |       |                                       |                                                                                   |
| 31 maart Vriendschappelijk № 524 «onderlinge duels» 19:15 uur | Luxemburg        | 1 – 2 | Turkije                               | Stade Josy Barthel, Luxemburg Toeschouwers: 3.653 Scheidsrechter: Sant Alan (MLT) |
| 31 maart Vriendschappelijk № 524 «onderlinge duels» 19:15 uur | Mario Mutsch 30' |       | 4' Mevlüt Erdinç 87' Hakan Çalhanoğlu | Stade Josy Barthel, Luxemburg Toeschouwers: 3.653 Scheidsrechter: Sant Alan (MLT) |

|                                                             |                                                                             |       |           |                                                                                               |
| 8 juni Vriendschappelijk № 525 «onderlinge duels» 20:45 uur | Turkije                                                                     | 4 – 0 | Bulgarije | Recep Tayyip Erdoğanstadion, Istanboel Toeschouwers: 3.200 Scheidsrechter: Davide Massa (ITA) |
| 8 juni Vriendschappelijk № 525 «onderlinge duels» 20:45 uur | Hakan Çalhanoğlu 49' Hakan Çalhanoğlu 54' Burak Yılmaz 56' Burak Yılmaz 80' |       |           | Recep Tayyip Erdoğanstadion, Istanboel Toeschouwers: 3.200 Scheidsrechter: Davide Massa (ITA) |

|                                                                         |            |                |         |                                                                                           |
| 12 juni Kwalificatie EK 2016 Groep A № 526 «onderlinge duels» 18:00 uur | Kazachstan | 0 – 1          | Turkije | Almatı Ortalıq Stadionı, Almaty Toeschouwers: 25.125 Scheidsrechter: Michael Oliver (ENG) |
| 12 juni Kwalificatie EK 2016 Groep A № 526 «onderlinge duels» 18:00 uur |            | 83' Arda Turan |         | Almatı Ortalıq Stadionı, Almaty Toeschouwers: 25.125 Scheidsrechter: Michael Oliver (ENG) |

|                                                                             |                 |       |                       |                                                                                                   |
| 3 september Kwalificatie EK 2016 Groep A № 527 «onderlinge duels» 20:45 uur | Turkije         | 1 – 1 | Letland               | Konya Büyükşehir Torku Arena, Konya Toeschouwers: 35.391 Scheidsrechter: Stefan Johannesson (SWE) |
| 3 september Kwalificatie EK 2016 Groep A № 527 «onderlinge duels» 20:45 uur | Selçuk İnan 77' |       | 90+1' Valērijs Šabala | Konya Büyükşehir Torku Arena, Konya Toeschouwers: 35.391 Scheidsrechter: Stefan Johannesson (SWE) |

|                                                                             |                                                    |       |           | |
| 6 september Kwalificatie EK 2016 Groep A № 528 «onderlinge duels» 18:00 uur | Turkije                                            | 3 – 0 | Nederland | Konya Büyükşehir Torku Arena, Konya Toeschouwers: 41.000 Scheidsrechter: Antonio Mateu Lahoz (ESP) |
| 6 september Kwalificatie EK 2016 Groep A № 528 «onderlinge duels» 18:00 uur | Oğuzhan Özyakup 8' Arda Turan 26' Burak Yılmaz 85' |       |           | Konya Büyükşehir Torku Arena, Konya Toeschouwers: 41.000 Scheidsrechter: Antonio Mateu Lahoz (ESP) |

|                                                                            |          |                                             |         |                                                                                  |
| 10 oktober Kwalificatie EK 2016 Groep A № 529 «onderlinge duels» 18:00 uur | Tsjechië | 0 – 2                                       | Turkije | Generali Arena, Praag Toeschouwers: 17.190 Scheidsrechter: Martin Atkinson (ENG) |
| 10 oktober Kwalificatie EK 2016 Groep A № 529 «onderlinge duels» 18:00 uur |          | 62' (pen.) Selçuk İnan 79' Hakan Çalhanoğlu |         | Generali Arena, Praag Toeschouwers: 17.190 Scheidsrechter: Martin Atkinson (ENG) |

|                                                                            |                 |       |         |                                                                                               |
| 13 oktober Kwalificatie EK 2016 Groep A № 530 «onderlinge duels» 20:45 uur | Turkije         | 1 – 0 | IJsland | Konya Büyükşehir Torku Arena, Konya Toeschouwers: 8.000 Scheidsrechter: Gianluca Rocchi (ITA) |
| 13 oktober Kwalificatie EK 2016 Groep A № 530 «onderlinge duels» 20:45 uur | Selçuk İnan 89' |       |         | Konya Büyükşehir Torku Arena, Konya Toeschouwers: 8.000 Scheidsrechter: Gianluca Rocchi (ITA) |

|                                                                  |                  |       |                               |                                                                |
| 13 november Vriendschappelijk № 531 «onderlinge duels» 20:30 uur | Qatar            | 1 – 2 | Turkije                       | Jassim Bin Hamadstadion, Doha Scheidsrechter: István Vad (HUN) |
| 13 november Vriendschappelijk № 531 «onderlinge duels» 20:30 uur | Ali Asadalla 26' |       | 69' Arda Turan 72' Cenk Tosun | Jassim Bin Hamadstadion, Doha Scheidsrechter: István Vad (HUN) |

|                                                                  |         |       |             |                                                                                                  |
| 17 november Vriendschappelijk № 532 «onderlinge duels» 20:15 uur | Turkije | 0 – 0 | Griekenland | Başakşehir Fatih Terimstadion, Istanboel Toeschouwers: 17.000 Scheidsrechter: Paolo Valeri (ITA) |
| 17 november Vriendschappelijk № 532 «onderlinge duels» 20:15 uur |         |       |             | Başakşehir Fatih Terimstadion, Istanboel Toeschouwers: 17.000 Scheidsrechter: Paolo Valeri (ITA) |

### 2016
|                                                     |                               |       |                       |                                                                                  |
| 24 maart Vriendschappelijk № 533 «onderlinge duels» | Turkije                       | 2 – 1 | Zweden                | Antalya Arena, Antalya Toeschouwers: 33.000 Scheidsrechter: Danny Makkelie (NED) |
| 24 maart Vriendschappelijk № 533 «onderlinge duels» | Cenk Tosun 32' Cenk Tosun 81' |       | 74' Andreas Granqvist | Antalya Arena, Antalya Toeschouwers: 33.000 Scheidsrechter: Danny Makkelie (NED) |

|                                                     |                      |       |                                     |                                                                                 |
| 29 maart Vriendschappelijk № 534 «onderlinge duels» | Oostenrijk           | 1 – 2 | Turkije                             | Ernst Happelstadion, Wenen Toeschouwers: 26.700 Scheidsrechter: Paweł Gil (POL) |
| 29 maart Vriendschappelijk № 534 «onderlinge duels» | Zlatko Junuzović 22' |       | 43' Hakan Çalhanoğlu 56' Arda Turan | Ernst Happelstadion, Wenen Toeschouwers: 26.700 Scheidsrechter: Paweł Gil (POL) |

|                                                             |                               |       |                      |                                                                                     |
| 22 mei Vriendschappelijk № 535 «onderlinge duels» 18:15 uur | Engeland                      | 2 – 1 | Turkije              | Etihad Stadium, Manchester Toeschouwers: 44.866 Scheidsrechter: Deniz Aytekin (GER) |
| 22 mei Vriendschappelijk № 535 «onderlinge duels» 18:15 uur | Harry Kane 3' Jamie Vardy 83' |       | 13' Hakan Çalhanoğlu | Etihad Stadium, Manchester Toeschouwers: 44.866 Scheidsrechter: Deniz Aytekin (GER) |

|                                                             |                    |       |            |                                                                                  |
| 29 mei Vriendschappelijk № 536 «onderlinge duels» 19:45 uur | Turkije            | 1 – 0 | Montenegro | Antalya Arena, Antalya Toeschouwers: 30.000 Scheidsrechter: Daniel Siebert (GER) |
| 29 mei Vriendschappelijk № 536 «onderlinge duels» 19:45 uur | Mehmet Topal 90+4' |       |            | Antalya Arena, Antalya Toeschouwers: 30.000 Scheidsrechter: Daniel Siebert (GER) |

|                                                   |          |                 |         |                                                                                 |
| 5 juni Vriendschappelijk № 537 «onderlinge duels» | Slovenië | 0 – 1           | Turkije | Stožicestadion, Ljubljana Toeschouwers: 7.209 Scheidsrechter: Marco Guida (ITA) |
| 5 juni Vriendschappelijk № 537 «onderlinge duels» |          | 5' Burak Yılmaz |         | Stožicestadion, Ljubljana Toeschouwers: 7.209 Scheidsrechter: Marco Guida (ITA) |

| EK 2016 |
| ------- |

|                                                            |         |                 |         |                                                                                    |
| 12 juni EK 2016 Groep D № 538 «onderlinge duels» 15:00 uur | Turkije | 0 – 1           | Kroatië | Parc des Princes, Parijs Toeschouwers: 43.842 Scheidsrechter: Jonas Eriksson (SWE) |
| 12 juni EK 2016 Groep D № 538 «onderlinge duels» 15:00 uur |         | 42' Luka Modrić |         | Parc des Princes, Parijs Toeschouwers: 43.842 Scheidsrechter: Jonas Eriksson (SWE) |

|                                                            |                                                |       |         |                                                                                |
| 17 juni EK 2016 Groep D № 539 «onderlinge duels» 21:00 uur | Spanje                                         | 3 – 0 | Turkije | Allianz Riviera, Nice Toeschouwers: 33.409 Scheidsrechter: Milorad Mažić (SRB) |
| 17 juni EK 2016 Groep D № 539 «onderlinge duels» 21:00 uur | Álvaro Morata 34' Nolito 37' Álvaro Morata 48' |       |         | Allianz Riviera, Nice Toeschouwers: 33.409 Scheidsrechter: Milorad Mažić (SRB) |

|                                                            |          |                                 |         |                                                                                        |
| 21 juni EK 2016 Groep D № 540 «onderlinge duels» 21:00 uur | Tsjechië | 0 – 2                           | Turkije | Stade Bollaert-Delelis, Lens Toeschouwers: 32.836 Scheidsrechter: William Collum (SCO) |
| 21 juni EK 2016 Groep D № 540 «onderlinge duels» 21:00 uur |          | 10' Burak Yılmaz 65' Ozan Tufan |         | Stade Bollaert-Delelis, Lens Toeschouwers: 32.836 Scheidsrechter: William Collum (SCO) |

|  |  |  |  |  |  |  |  |  |

|                                                        |         |       |         |                                                                                 |
| 31 augustus Vriendschappelijk № 541 «onderlinge duels» | Turkije | 0 – 0 | Rusland | Antalya Arena, Antalya Toeschouwers: 31.000 Scheidsrechter: Damir Skomina (SLO) |
| 31 augustus Vriendschappelijk № 541 «onderlinge duels» |         |       |         | Antalya Arena, Antalya Toeschouwers: 31.000 Scheidsrechter: Damir Skomina (SLO) |

|                                                                             |                         |       |                        |                                                                                |
| 5 september Kwalificatie WK 2018 Groep I № 542 «onderlinge duels» 20:45 uur | Kroatië                 | 1 – 1 | Turkije                | Maksimirstadion, Zagreb Toeschouwers: 0 Scheidsrechter: Szymon Marciniak (POL) |
| 5 september Kwalificatie WK 2018 Groep I № 542 «onderlinge duels» 20:45 uur | Ivan Rakitić 44' (pen.) |       | 45+3' Hakan Çalhanoğlu | Maksimirstadion, Zagreb Toeschouwers: 0 Scheidsrechter: Szymon Marciniak (POL) |

|                                                                           |                                              |       |                                                |                                                                                             |
| 6 oktober Kwalificatie WK 2018 Groep I № 543 «onderlinge duels» 20:45 uur | Turkije                                      | 2 – 2 | Oekraïne                                       | Konya Büyükşehir Torku Arena, Konya Toeschouwers: 42.000 Scheidsrechter: Manuel Gräfe (GER) |
| 6 oktober Kwalificatie WK 2018 Groep I № 543 «onderlinge duels» 20:45 uur | Ozan Tufan 45+1' Hakan Çalhanoğlu 81' (pen.) |       | 24' (pen.) Andriy Jarmolenko 27' Artem Kravets | Konya Büyükşehir Torku Arena, Konya Toeschouwers: 42.000 Scheidsrechter: Manuel Gräfe (GER) |

|                                                                           |                                               |       |         |                                                                                        |
| 9 oktober Kwalificatie WK 2018 Groep I № 544 «onderlinge duels» 20:45 uur | IJsland                                       | 2 – 0 | Turkije | Laugardalsvöllur, Reykjavík Toeschouwers: 9.775 Scheidsrechter: Mark Clattenburg (ENG) |
| 9 oktober Kwalificatie WK 2018 Groep I № 544 «onderlinge duels» 20:45 uur | Ömer Toprak 42' (e.d.) Alfreð Finnbogason 44' |       |         | Laugardalsvöllur, Reykjavík Toeschouwers: 9.775 Scheidsrechter: Mark Clattenburg (ENG) |

|                                                                             |                                 |       |        |                                                                                |
| 12 november Kwalificatie WK 2018 Groep I № 545 «onderlinge duels» 18:00 uur | Turkije                         | 2 – 0 | Kosovo | Antalya Arena, Antalya Toeschouwers: 26.555 Scheidsrechter: Tamás Bognar (HUN) |
| 12 november Kwalificatie WK 2018 Groep I № 545 «onderlinge duels» 18:00 uur | Burak Yılmaz 51' Volkan Şen 55' |       |        | Antalya Arena, Antalya Toeschouwers: 26.555 Scheidsrechter: Tamás Bognar (HUN) |

### 2017
|                                                                          |                              |       |         |                                                                                      |
| 24 maart Kwalificatie WK 2018 Groep I № 546 «onderlinge duels» 20:45 uur | Turkije                      | 2 – 0 | Finland | Antalyastadion, Antalya Toeschouwers: 28.990 Scheidsrechter: Jesús Gil Manzano (ESP) |
| 24 maart Kwalificatie WK 2018 Groep I № 546 «onderlinge duels» 20:45 uur | Cenk Tosun 9' Cenk Tosun 13' |       |         | Antalyastadion, Antalya Toeschouwers: 28.990 Scheidsrechter: Jesús Gil Manzano (ESP) |

|                                                               |                                               |       |                    |                                                                                       |
| 27 maart Vriendschappelijk № 547 «onderlinge duels» 18:15 uur | Turkije                                       | 3 – 1 | Moldavië           | Yeni Eskişehirstadion, Eskişehir Toeschouwers: 34.930 Scheidsrechter: Genc Nuza (KOS) |
| 27 maart Vriendschappelijk № 547 «onderlinge duels» 18:15 uur | Emre Mor 14' Ahmet Çalık 24' Cengiz Ünder 52' |       | 90+1' Radu Gînsari | Yeni Eskişehirstadion, Eskişehir Toeschouwers: 34.930 Scheidsrechter: Genc Nuza (KOS) |

|                                                             |           |       |         |                                                                                     |
| 5 juni Vriendschappelijk № 548 «onderlinge duels» 20:45 uur | Macedonië | 0 – 0 | Turkije | Philip II Arena, Skopje Toeschouwers: 6.000 Scheidsrechter: Stanislav Todorov (BUL) |
| 5 juni Vriendschappelijk № 548 «onderlinge duels» 20:45 uur |           |       |         | Philip II Arena, Skopje Toeschouwers: 6.000 Scheidsrechter: Stanislav Todorov (BUL) |

|                                                                         |                   |       |                                                                |                                                                                        |
| 11 juni Kwalificatie WK 2018 Groep I № 549 «onderlinge duels» 20:45 uur | Kosovo            | 1 – 4 | Turkije                                                        | Loro Boriçistadion, Shkodër Toeschouwers: 6.000 Scheidsrechter: Miroslav Zelinka (CZE) |
| 11 juni Kwalificatie WK 2018 Groep I № 549 «onderlinge duels» 20:45 uur | Amir Rrahmani 22' |       | 6' Volkan Şen 31' Cengiz Ünder 61' Burak Yılmaz 82' Ozan Tufan | Loro Boriçistadion, Shkodër Toeschouwers: 6.000 Scheidsrechter: Miroslav Zelinka (CZE) |

|                                                                             |                                             |       |         |                                                                                     |
| 2 september Kwalificatie WK 2018 Groep I № 550 «onderlinge duels» 20:45 uur | Oekraïne                                    | 2 – 0 | Turkije | Metaliststadion, Charkov Toeschouwers: 36.000 Scheidsrechter: David Fernández (ESP) |
| 2 september Kwalificatie WK 2018 Groep I № 550 «onderlinge duels» 20:45 uur | Andriy Yarmolenko 18' Andriy Yarmolenko 42' |       |         | Metaliststadion, Charkov Toeschouwers: 36.000 Scheidsrechter: David Fernández (ESP) |

|                                                                             |                |       |         |                                                                                           |
| 5 september Kwalificatie WK 2018 Groep I № 551 «onderlinge duels» 20:45 uur | Turkije        | 1 – 0 | Kroatië | Yeni Eskişehirstadion, Eskişehir Toeschouwers: 33.000 Scheidsrechter: Viktor Kassai (HUN) |
| 5 september Kwalificatie WK 2018 Groep I № 551 «onderlinge duels» 20:45 uur | Cenk Tosun 75' |       |         | Yeni Eskişehirstadion, Eskişehir Toeschouwers: 33.000 Scheidsrechter: Viktor Kassai (HUN) |

|                                                                           |         |                                                                   |         |                                                                                              |
| 6 oktober Kwalificatie WK 2018 Groep I № 552 «onderlinge duels» 20:45 uur | Turkije | 0 – 3                                                             | IJsland | Yeni Eskişehirstadion, Eskişehir Toeschouwers: 34.930 Scheidsrechter: Szymon Marciniak (POL) |
| 6 oktober Kwalificatie WK 2018 Groep I № 552 «onderlinge duels» 20:45 uur |         | 32' Jóhann Berg Guðmundsson 39' Birkir Bjarnason 49' Kári Árnason |         | Yeni Eskişehirstadion, Eskişehir Toeschouwers: 34.930 Scheidsrechter: Szymon Marciniak (POL) |

|                                                                           |                                         |       |                               |                                                                                |
| 9 oktober Kwalificatie WK 2018 Groep I № 553 «onderlinge duels» 20:45 uur | Finland                                 | 2 – 2 | Turkije                       | Veritasstadion, Turku Toeschouwers: 6.612 Scheidsrechter: Benoît Bastien (FRA) |
| 9 oktober Kwalificatie WK 2018 Groep I № 553 «onderlinge duels» 20:45 uur | Paulus Arajuuri 76' Joel Pohjanpalo 88' |       | 57' Cenk Tosun 83' Cenk Tosun | Veritasstadion, Turku Toeschouwers: 6.612 Scheidsrechter: Benoît Bastien (FRA) |

|                                                                 |                                         |       |         |                                                                                                   |
| 9 november Vriendschappelijk № 554 «onderlinge duels» 19:15 uur | Roemenië                                | 2 – 0 | Turkije | Constantin-Rădulescustadion, Cluj-Napoca Toeschouwers: 16.000 Scheidsrechter: Tiago Martins (POR) |
| 9 november Vriendschappelijk № 554 «onderlinge duels» 19:15 uur | Gheorghe Grozav 42' Gheorghe Grozav 69' |       |         | Constantin-Rădulescustadion, Cluj-Napoca Toeschouwers: 16.000 Scheidsrechter: Tiago Martins (POR) |

|                                                                  |                                  |       |                                                       |                                                                                  |
| 13 november Vriendschappelijk № 555 «onderlinge duels» 19:30 uur | Turkije                          | 2 – 3 | Albanië                                               | Antalyastadion, Antalya Toeschouwers: 8.000 Scheidsrechter: Georgi Kabakov (BUL) |
| 13 november Vriendschappelijk № 555 «onderlinge duels» 19:30 uur | Cengiz Ünder 47' Emre Akbaba 60' |       | 24' Armando Sadiku 39' Armando Sadiku 55' Eros Grezda | Antalyastadion, Antalya Toeschouwers: 8.000 Scheidsrechter: Georgi Kabakov (BUL) |

### 2018
|                                                               |                  |       |         |                                                                                  |
| 23 maart Vriendschappelijk № 556 «onderlinge duels» 19:30 uur | Turkije          | 1 – 0 | Ierland | Antalyastadion, Antalya Toeschouwers: 32.000 Scheidsrechter: Slavko Vinčić (SLO) |
| 23 maart Vriendschappelijk № 556 «onderlinge duels» 19:30 uur | Mehmet Topal 52' |       |         | Antalyastadion, Antalya Toeschouwers: 32.000 Scheidsrechter: Slavko Vinčić (SLO) |

|                                                               |                                    |       |                                   |                                                                                       |
| 27 maart Vriendschappelijk № 557 «onderlinge duels» 20:10 uur | Montenegro                         | 2 – 2 | Turkije                           | Pod Goricomstadion, Podgorica Toeschouwers: 6.000 Scheidsrechter: Milorad Mažić (SRB) |
| 27 maart Vriendschappelijk № 557 «onderlinge duels» 20:10 uur | Mirko Ivanić 45' Stefan Mugoša 87' |       | 11' Cengiz Ünder 23' Okay Yokuşlu | Pod Goricomstadion, Podgorica Toeschouwers: 6.000 Scheidsrechter: Milorad Mažić (SRB) |

|                                                             |                              |       |                             | |
| 28 mei Vriendschappelijk № 558 «onderlinge duels» 21:15 uur | Turkije                      | 2 – 1 | Iran                        | Başakşehir Fatih Terimstadion, Istanboel Toeschouwers: 7.500 Scheidsrechter: Valentin Kovalenko (UZB) |
| 28 mei Vriendschappelijk № 558 «onderlinge duels» 21:15 uur | Cenk Tosun 6' Cenk Tosun 50' |       | 90+2' (pen.) Ashkan Dejagah | Başakşehir Fatih Terimstadion, Istanboel Toeschouwers: 7.500 Scheidsrechter: Valentin Kovalenko (UZB) |

|                                                             |                                   |       |                                          |                                                                              |
| 1 juni Vriendschappelijk № 559 «onderlinge duels» 20:15 uur | Tunesië                           | 2 – 2 | Turkije                                  | Stade de Genève, Lancy Toeschouwers: 12.000 Scheidsrechter: Fedayi San (SUI) |
| 1 juni Vriendschappelijk № 559 «onderlinge duels» 20:15 uur | Anice Badri 56' Ferjani Sassi 79' |       | 54' (pen.) Cenk Tosun 90' Çağlar Söyüncü | Stade de Genève, Lancy Toeschouwers: 12.000 Scheidsrechter: Fedayi San (SUI) |

|                                                             |                       |       |                 |                                                                             |
| 5 juni Vriendschappelijk № 560 «onderlinge duels» 20:00 uur | Rusland               | 1 – 1 | Turkije         | VEB Arena, Moskou Toeschouwers: 27.423 Scheidsrechter: Ovidiu Haţegan (ROU) |
| 5 juni Vriendschappelijk № 560 «onderlinge duels» 20:00 uur | Aleksandr Samedov 35' |       | 59' Yunus Mallı | VEB Arena, Moskou Toeschouwers: 27.423 Scheidsrechter: Ovidiu Haţegan (ROU) |

|                                                                             |                 |       |                                         |                                                                                          |
| 7 september UEFA Nations League Groep B2 № 561 «onderlinge duels» 20:45 uur | Turkije         | 1 – 2 | Rusland                                 | Şenol Güneşstadion, Trabzon Toeschouwers: 29.702 Scheidsrechter: Artur Soares Dias (POR) |
| 7 september UEFA Nations League Groep B2 № 561 «onderlinge duels» 20:45 uur | Serdar Aziz 49' |       | 13' Denis Tsjerysjev 49' Artjom Dzjoeba | Şenol Güneşstadion, Trabzon Toeschouwers: 29.702 Scheidsrechter: Artur Soares Dias (POR) |

|                                                                              |                                      |       |                                                        |                                                                                   |
| 10 september UEFA Nations League Groep B2 № 562 «onderlinge duels» 20:45 uur | Zweden                               | 2 – 3 | Turkije                                                | Friends Arena, Solna Toeschouwers: 21.832 Scheidsrechter: Jesús Gil Manzano (ESP) |
| 10 september UEFA Nations League Groep B2 № 562 «onderlinge duels» 20:45 uur | Isaac Thelin 35' Viktor Claesson 49' |       | 51' Hakan Çalhanoğlu 88' Emre Akbaba 90+2' Emre Akbaba | Friends Arena, Solna Toeschouwers: 21.832 Scheidsrechter: Jesús Gil Manzano (ESP) |

|                                                                 |         |       |                       |                                                                                         |
| 11 oktober Vriendschappelijk № 563 «onderlinge duels» 20:30 uur | Turkije | 0 – 0 | Bosnië en Herzegovina | Yeni Rize Şehirstadion, Rize Toeschouwers: 15.196 Scheidsrechter: Sergej Karasjov (RUS) |
| 11 oktober Vriendschappelijk № 563 «onderlinge duels» 20:30 uur |         |       |                       | Yeni Rize Şehirstadion, Rize Toeschouwers: 15.196 Scheidsrechter: Sergej Karasjov (RUS) |

|                                                                            |                                           |       |         |                                                                                             |
| 14 oktober UEFA Nations League Groep B2 № 564 «onderlinge duels» 19:00 uur | Rusland                                   | 2 – 0 | Turkije | Olympisch Stadion Fisjt, Sotsji Toeschouwers: 38.288 Scheidsrechter: Paweł Raczkowski (POL) |
| 14 oktober UEFA Nations League Groep B2 № 564 «onderlinge duels» 19:00 uur | Roman Neustädter 20' Denis Tsjerysjev 78' |       |         | Olympisch Stadion Fisjt, Sotsji Toeschouwers: 38.288 Scheidsrechter: Paweł Raczkowski (POL) |

|                                                                             |         |                              |        |                                                                                              |
| 17 november UEFA Nations League Groep B2 № 565 «onderlinge duels» 20:00 uur | Turkije | 0 – 1                        | Zweden | Konya Büyükşehir Torku Arena, Konya Toeschouwers: 37.425 Scheidsrechter: István Kovács (ROM) |
| 17 november UEFA Nations League Groep B2 № 565 «onderlinge duels» 20:00 uur |         | 71' (pen.) Andreas Granqvist |        | Konya Büyükşehir Torku Arena, Konya Toeschouwers: 37.425 Scheidsrechter: István Kovács (ROM) |

|                                                                  |         |       |          |                                                                              |
| 20 november Vriendschappelijk № 566 «onderlinge duels» 19:30 uur | Turkije | 0 – 0 | Oekraïne | Antalyastadion, Antalya Toeschouwers: 30.420 Scheidsrechter: Genc Nuza (KOS) |
| 20 november Vriendschappelijk № 566 «onderlinge duels» 19:30 uur |         |       |          | Antalyastadion, Antalya Toeschouwers: 30.420 Scheidsrechter: Genc Nuza (KOS) |

### 2019
|                                                                          |         |                                       |         |                                                                                       |
| 22 maart Kwalificatie EK 2020 Groep H № 567 «onderlinge duels» 20:45 uur | Albanië | 0 – 2                                 | Turkije | Loro Boriçistadion, Shkodër Toeschouwers: 11.730 Scheidsrechter: Tobias Stieler (GER) |
| 22 maart Kwalificatie EK 2020 Groep H № 567 «onderlinge duels» 20:45 uur |         | 21' Burak Yılmaz 55' Hakan Çalhanoğlu |         | Loro Boriçistadion, Shkodër Toeschouwers: 11.730 Scheidsrechter: Tobias Stieler (GER) |

|                                                                          |                                                                     |       |          |                                                                                           |
| 25 maart Kwalificatie EK 2020 Groep H № 568 «onderlinge duels» 18:00 uur | Turkije                                                             | 4 – 0 | Moldavië | Yeni Eskişehirstadion, Eskişehir Toeschouwers: 29.456 Scheidsrechter: Sergiej Bojko (UKR) |
| 25 maart Kwalificatie EK 2020 Groep H № 568 «onderlinge duels» 18:00 uur | Hasan Ali Kaldırım 24' Cenk Tosun 26' Cenk Tosun 54' Kaan Ayhan 70' |       |          | Yeni Eskişehirstadion, Eskişehir Toeschouwers: 29.456 Scheidsrechter: Sergiej Bojko (UKR) |

|                                                             |                                    |       |                          |                                                                                    |
| 30 mei Vriendschappelijk № 569 «onderligne duels» 20:00 uur | Turkije                            | 2 – 1 | Griekenland              | Antalyastadion, Antalya Toeschouwers: onbekend Scheidsrechter: Radu Petrescu (ROU) |
| 30 mei Vriendschappelijk № 569 «onderligne duels» 20:00 uur | Cengiz Ünder 11' Kenan Karaman 17' |       | 90+3' Dimitris Kourbelis | Antalyastadion, Antalya Toeschouwers: onbekend Scheidsrechter: Radu Petrescu (ROU) |

|                                                             |                               |       |             |                                                                                              |
| 2 juni Vriendschappelijk № 570 «onderligne duels» 20:00 uur | Turkije                       | 2 – 0 | Oezbekistan | Bahçeşehir Okullarıstadion, Alanya Toeschouwers: 9.000 Scheidsrechter: Srđan Jovanović (SRB) |
| 2 juni Vriendschappelijk № 570 «onderligne duels» 20:00 uur | Zeki Çelik 17' Zeki Çelik 57' |       |             | Bahçeşehir Okullarıstadion, Alanya Toeschouwers: 9.000 Scheidsrechter: Srđan Jovanović (SRB) |

|                                                                        |                                 |       |           |                                                                                                  |
| 8 juni Kwalificatie EK 2020 Groep H № 571 «onderlinge duels» 20:45 uur | Turkije                         | 2 – 0 | Frankrijk | Konya Büyükşehir Belediyestadion, Konya Toeschouwers: 36.783 Scheidsrechter: Damir Skomina (SLO) |
| 8 juni Kwalificatie EK 2020 Groep H № 571 «onderlinge duels» 20:45 uur | Kaan Ayhan 30' Cengiz Ünder 40' |       |           | Konya Büyükşehir Belediyestadion, Konya Toeschouwers: 36.783 Scheidsrechter: Damir Skomina (SLO) |

|                                                                         |                                             |       |                    |                                                                                        |
| 11 juni Kwalificatie EK 2020 Groep H № 572 «onderlinge duels» 20:45 uur | IJsland                                     | 2 – 1 | Turkije            | Laugardalsvöllur, Reykjavik Toeschouwers: 9.680 Scheidsrechter: Szymon Marciniak (POL) |
| 11 juni Kwalificatie EK 2020 Groep H № 572 «onderlinge duels» 20:45 uur | Ragnar Sigurðsson 21' Ragnar Sigurðsson 32' |       | 40' Dorukhan Toköz | Laugardalsvöllur, Reykjavik Toeschouwers: 9.680 Scheidsrechter: Szymon Marciniak (POL) |

|                                                                             |                |       |         |                                                                                   |
| 7 september Kwalificatie EK 2020 Groep H № 573 «onderlinge duels» 20:45 uur | Turkije        | 1 – 0 | Andorra | Vodafone Park, Istanboel Toeschouwers: 41.188 Scheidsrechter: Don Robertson (SCO) |
| 7 september Kwalificatie EK 2020 Groep H № 573 «onderlinge duels» 20:45 uur | Ozan Tufan 89' |       |         | Vodafone Park, Istanboel Toeschouwers: 41.188 Scheidsrechter: Don Robertson (SCO) |

|                                                                              |          |                                                                |         |                                                                                   |
| 10 september Kwalificatie EK 2020 Groep H № 574 «onderlinge duels» 20:45 uur | Moldavië | 0 – 4                                                          | Turkije | Stadionul Zimbru, Chisinau Toeschouwers: 8.281 Scheidsrechter: Davide Massa (ITA) |
| 10 september Kwalificatie EK 2020 Groep H № 574 «onderlinge duels» 20:45 uur |          | 37' Cenk Tosun 57' Deniz Türüç 79' Cenk Tosun 88' Yusuf Yazıcı |         | Stadionul Zimbru, Chisinau Toeschouwers: 8.281 Scheidsrechter: Davide Massa (ITA) |

|                                                                            |                |       |         |                                                                                             |
| 11 oktober Kwalificatie EK 2020 Groep H № 575 «onderlinge duels» 20:45 uur | Turkije        | 1 – 0 | Albanië | Şükrü Saracoğlustadion, Istanboel Toeschouwers: 47.000 Scheidsrechter: Ovidiu Haţegan (ROM) |
| 11 oktober Kwalificatie EK 2020 Groep H № 575 «onderlinge duels» 20:45 uur | Cenk Tosun 90' |       |         | Şükrü Saracoğlustadion, Istanboel Toeschouwers: 47.000 Scheidsrechter: Ovidiu Haţegan (ROM) |

|                                                                            |                    |       |                |                                                                                     |
| 14 oktober Kwalificatie EK 2020 Groep H № 576 «onderlinge duels» 20:45 uur | Frankrijk          | 1 – 1 | Turkije        | Stade de France, Saint-Denis Toeschouwers: 78.000 Scheidsrechter: Felix Brych (GER) |
| 14 oktober Kwalificatie EK 2020 Groep H № 576 «onderlinge duels» 20:45 uur | Olivier Giroud 76' |       | 82' Kaan Ayhan | Stade de France, Saint-Denis Toeschouwers: 78.000 Scheidsrechter: Felix Brych (GER) |

|                                                                             |         |       |         |                                                                                            |
| 14 november Kwalificatie EK 2020 Groep H № 577 «onderlinge duels» 20:45 uur | Turkije | 0 – 0 | IJsland | Türk Telekom Stadyumu, Istanboel Toeschouwers: 48.329 Scheidsrechter: Anthony Taylor (ENG) |
| 14 november Kwalificatie EK 2020 Groep H № 577 «onderlinge duels» 20:45 uur |         |       |         | Türk Telekom Stadyumu, Istanboel Toeschouwers: 48.329 Scheidsrechter: Anthony Taylor (ENG) |

|                                                                             |         |                                    |         |                                                                                           |
| 17 november Kwalificatie EK 2020 Groep H № 578 «onderlinge duels» 20:45 uur | Andorra | 0 – 2                              | Turkije | Estadi Nacional, Andorra la Vella Toeschouwers: 2.357 Scheidsrechter: Ivan Kružliak (SVK) |
| 17 november Kwalificatie EK 2020 Groep H № 578 «onderlinge duels» 20:45 uur |         | 17' Enes Ünal 21' (pen.) Enes Ünal |         | Estadi Nacional, Andorra la Vella Toeschouwers: 2.357 Scheidsrechter: Ivan Kružliak (SVK) |

TFF · A-internationals · Selecties · Bondscoaches · Turks vrouwenelftal · Olympisch elftal · Turkije U21 · Turkije U20 · Turkije U19 · Turkije U18 · Turkije U17 · Turkije U16
1923 – 1929 · 
1930 – 1939 · 
1940 – 1949 · 
1950 – 1959 · 
1960 – 1969 · 
1970 – 1979 · 
1980 – 1989 · 
1990 – 1999 · 
2000 – 2009 · 
2010 – 2019 ·
2020 − 2029
EK 1996 · 
EK 2000 · 
EK 2008 · 
EK 2016 ·
EK 2020 ·
EK 2024 · WK 1954 · WK 2002 · OS 1924 · 
OS 1928 · 
OS 1936 · 
OS 1948 · 
OS 1952 · 
OS 1960
1923 · 
1924 · 
1925 · 
1926 · 
1927 · 
1928 · 
1929 · 1930 · 
1931 · 
1932 · 
1933 · 1934 · 1935 · 
1936 · 
1937 · 
1938 · 1939 · 1940 · 1941 · 1942 · 1943 · 1944 · 1945 · 1946 · 1947 · 
1948 · 
1949 · 
1950 · 
1952 · 
1952 · 
1953 · 
1954 · 
1955 · 
1956 · 
1957 · 
1958 · 
1959 · 
1960 · 
1961 · 
1962 · 
1963 · 
1964 · 
1965 · 
1966 · 
1967 · 
1968 · 
1969 · 
1970 · 
1971 · 
1972 · 
1973 · 
1974 · 
1975 · 
1976 · 
1977 · 
1978 · 
1979 · 
1980 · 
1981 · 
1982 · 
1983 · 
1984 · 
1985 · 
1986 · 
1987 · 
1988 · 
1989 · 
1990 · 
1991 · 
1992 · 
1993 · 
1994 · 
1995 · 
1996 · 
1997 · 
1998 · 
1999 · 
2000 · 
2001 · 
2002 · 
2003 · 
2004 · 
2005 · 
2006 · 
2007 · 
2008 · 
2009 · 
2010 · 
2011 · 
2012 · 
2013 · 
2014 · 
2015 ·
2016 ·
2017 ·
2018 ·
2019 ·
2020 ·
2021 ·
2022 ·
2023 ·
2024
Albanië ·
Algerije ·
Andorra ·
Angola ·
Armenië ·
Australië ·
Azerbeidzjan ·
België ·
Bosnië en Herzegovina ·
Brazilië ·
Bulgarije ·
Canada ·
Chili ·
China ·
Colombia ·
Costa Rica ·
DDR ·
Denemarken ·
Duitsland ·
Ecuador ·
Egypte ·
Engeland ·
Estland ·
Ethiopië ·
Faeröer ·
Finland ·
Frankrijk ·
Georgië ·
Ghana ·
Gibraltar ·
Griekenland ·
Guinee ·
Honduras ·
Hongarije ·
Ierland ·
IJsland ·
Irak ·
Iran ·
Israël ·
Italië ·
Ivoorkust ·
Japan ·
Joegoslavië ·
Kameroen ·
Kazachstan ·
Kosovo ·
Kroatië ·
Letland ·
Libanon ·
Libië ·
Liechtenstein ·
Litouwen ·
Luxemburg ·
Maleisië ·
Malta ·
Moldavië ·
Montenegro · 
Nederland ·
Nieuw-Zeeland ·
Noord-Ierland ·
Noord-Macedonië ·
Noorwegen ·
Oekraïne ·
Oezbekistan ·
Oostenrijk ·
Pakistan ·
Paraguay ·
Polen ·
Portugal ·
Qatar · 
Roemenië ·
Rusland ·
San Marino ·
Saoedi-Arabië ·
Schotland ·
Senegal ·
Servië ·
Slovenië · 
Slowakije ·
Sovjet-Unie ·
Spanje ·
Syrië ·
Tsjechië ·
Tsjecho-Slowakije ·
Tunesië ·
Uruguay ·
Verenigde Staten ·
Wales ·
Wit-Rusland ·
Zuid-Afrika ·
Zuid-Korea ·
Zweden ·
Zwitserland
Brazilië (2002, 1) · 
Costa Rica (2002) · 
Duitsland (2008) · 
Italië (2021) · 
Kroatië (2008) · 
Kroatië (2016) · 
Portugal (2008) · 
Spanje (2016) · 
Tsjechië (2008) · 
Wales (2021) · 
Zwitserland (2008) · 
Zwitserland (2021)
AFC-zone: Afghanistan · Australië · Bahrein · Bangladesh · Bhutan · Brunei · Cambodja · China · Chinees Taipei · Filipijnen · Guam · Hongkong · India · Indonesië · Iran · Irak · Japan · Jemen · Jordanië · Koeweit · Kirgizië · Laos · Libanon · Macau · Maleisië · Maldiven · Mongolië · Myanmar · Nepal · Noord-Korea · Oezbekistan · Oman · Oost-Timor · Pakistan · Palestina · Qatar · Saoedi-Arabië · Singapore · Sri Lanka · Syrië · Tadjikistan · Thailand · Turkmenistan · Verenigde Arabische Emiraten · Vietnam · Zuid-Korea

CAF-zone: Algerije · Angola · Benin · Botswana · Burkina Faso · Burundi · Centraal-Afrikaanse Republiek · Comoren · Congo-Brazzaville · Congo-Kinshasa · Djibouti · Egypte · Equatoriaal-Guinea · Eritrea · Ethiopië · Gabon · Gambia · Ghana · Guinee · Guinee-Bissau · Ivoorkust · Kaapverdië · Kameroen · Kenia · Lesotho · Liberia · Libië · Madagaskar · Malawi · Mali · Mauritanië · Mauritius · Marokko · Mozambique · Namibië · Niger · Nigeria · Oeganda · Rwanda · Sao Tomé en Principe · Senegal · Seychellen · Sierra Leone · Soedan · Somalië · Swaziland · Tanzania · Togo · Tsjaad · Tunesië · Zambia · Zimbabwe · Zuid-Afrika · Zuid-Soedan 

CONCACAF-zone: Amerikaanse Maagdeneilanden · Anguilla · Antigua en Barbuda · Aruba · Bahama's · Barbados · Belize · Bermuda · Britse Maagdeneilanden · Canada · Kaaimaneilanden · Costa Rica · Cuba · Curaçao · Dominica · Dominicaanse Republiek · El Salvador · Frans Guyana · Grenada · Guadeloupe · Guatemala · Guyana · Haïti · Honduras · Jamaica · Martinique · Mexico · Montserrat · 
Nicaragua · Panama · Puerto Rico · Saint Kitts en Nevis · Saint Lucia · Saint Vincent en de Grenadines · Sint Maarten · Suriname · Trinidad en Tobago · Turks- en Caicoseilanden · Verenigde Staten

CONMEBOL-zone: Argentinië · Bolivia · Brazilië · Chili · Colombia · Ecuador · Paraguay · Peru · Uruguay · Venezuela

OFC-zone: Amerikaans-Samoa · Cookeilanden · Fiji · Nieuw-Caledonië · Nieuw-Zeeland · Papoea-Nieuw-Guinea · Samoa · Salomoneilanden · Tahiti · Tonga · Vanuatu

UEFA-zone: Albanië · Andorra · Armenië · Azerbeidzjan · België · Bosnië en Herzegovina · Bulgarije · Cyprus · Denemarken · Duitsland · Engeland · Estland · Faeröer · Finland · Frankrijk · Georgië · Gibraltar · Griekenland · Hongarije · IJsland · Ierland · Israël · Italië · Kazachstan · Kosovo · Kroatië · Letland · Liechtenstein · Litouwen · Luxemburg · Macedonië · Malta · Moldavië · Montenegro · Nederland · Noord-Ierland · Noorwegen · Oekraïne · Oostenrijk · Polen · Portugal · Roemenië · Rusland · San Marino · Schotland · Servië · Slovenië · Slowakije · Spanje · Tsjechië · Turkije · Wales · Wit-Rusland · Zweden · Zwitserland